# Décès en octobre 1998
Décès
- 1994
- 1995
- 1996
- 1997
- 1998
- 1999
- 2000
- 2001
- 2002

Pour une information complémentaire, voir la page d'aide.

| Date        | Nom                                 | Activités | Âge | Source |
| ----------- | ----------------------------------- | --- | --- | ------ |
| 1er octobre | Patrice Alexsandre                  | comédien et metteur en scène français                                                                                  | 50  |        |
| 1er octobre | Pauline Julien                      | chanteuse québécoise                                                                                                   | 70  |        |
| 2 octobre   | Gene Autry                          | acteur et chanteur américain                                                                                           | 91  |        |
| 2 octobre   | Jerzy Bińczycki                     | acteur de théâtre et de cinéma polonais                                                                                | 61  |        |
| 2 octobre   | Olivier Gendebien                   | pilote automobile belge                                                                                                | 74  |        |
| 2 octobre   | Dondi White                         | graffeur américain | 36  |        |
| 2 octobre   | Sanjaasürengiyn Zorig               | homme politique mongol                                                                                                 | 35  |        |
| 3 octobre   | Takashi Inukai                      | professeur à l'Université d'Osaka et à l'université pour femmes de Kōnan, spécialiste reconnu de littérature japonaise | 91  |        |
| 3 octobre   | Roddy McDowall                      | acteur, producteur et réalisateur britannico-américain                                                                 | 70  |        |
| 4 octobre   | Jean-Pascal Delamuraz               | homme politique suisse                                                                                                 | 62  |        |
| 5 octobre   | Krzysztof Jung                      | peintre, graphiste, performer, pédagogue et concepteur du théâtre plastique polonais                                   | 47  | (pl)   |
| 5 octobre   | Georges Matoré                      | lexicologue français, professeur honoraire à la Sorbonne                                                               | 90  |        |
| 5 octobre   | Denis Savignat                      | comédien français | 60  |        |
| 5 octobre   | Federico Zeri                       | historien d'art italien                                                                                                | 76  |        |
| 6 octobre   | Mark Belanger                       | joueur américain de baseball                                                                                           | 54  |        |
| 6 octobre   | Rolan Bykov                         | acteur soviétique et russe, réalisateur, scénariste, poète et parolier                                                 | 68  |        |
| 6 octobre   | Jean-François Jenny-Clark           | contrebassiste de jazz                                                                                                 | 54  |        |
| 6 octobre   | Stéphane Morin                      | joueur de hockey sur glace canadien                                                                                    | 29  |        |
| 7 octobre   | Walter Bryce Gallie                 | théoricien politique, théoricien de la sociologie et philosophe écossais                                               | 86  |        |
| 8 octobre   | Zhang Chongren                      | artiste et sculpteur chinois                                                                                           | 90  |        |
| 8 octobre   | Gigi Reder                          | acteur italien | 69  |        |
| 9 octobre   | Robert Allen                        | acteur américain | 92  |        |
| 10 octobre  | Joseph Cates                        | producteur, réalisateur et scénariste américain                                                                        | 74  |        |
| 10 octobre  | Edmond Levy                         | réalisateur et producteur canadien                                                                                     | 69  |        |
| 10 octobre  | Rachel Cosgrove Payes               | romancière américaine                                                                                                  | 75  |        |
| 10 octobre  | Marvin Gay, Sr.                     | homme d'église américain                                                                                               | 84  |        |
| 11 octobre  | Richard Denning                     | acteur américain | 84  |        |
| 12 octobre  | Jürgen Aschoff                      | biologiste allemand | 85  |        |
| 12 octobre  | Madeleine Marie                     | actrice française d'origine belge                                                                                      | 83  |        |
| 12 octobre  | Bernhard Minetti                    | acteur allemand | 93  |        |
| 12 octobre  | Ineko Sata                          | écrivaine japonaise | 93  |        |
| 12 octobre  | Matthew Shepard                     | étudiant américain | 21  |        |
| 13 octobre  | Thomas Byberg                       | patineur de vitesse norvégien                                                                                          | 82  |        |
| 13 octobre  | Valdemar Kendzior                   | footballeur danois d'origine polonaise                                                                                 | 72  |        |
| 14 octobre  | Giorgio Oberweger                   | athlète italien | 84  |        |
| 14 octobre  | Frankie Yankovic                    | musicien américain de polka, vainqueur d'un Grammy Award                                                               | 82  |        |
| 15 octobre  | Colette Darfeuil                    | actrice française | 92  |        |
| 15 octobre  | Marcel Leguen                       | enseignant et journaliste français                                                                                     | 74  |        |
| 15 octobre  | George Luz                          | sous-officier américain de la Easy Company durant la Seconde Guerre mondiale                                           | 77  |        |
| 15 octobre  | Claire Madden                       | bibliothécaire, féministe et activiste politique irlandaise.                                                           | 93  |        |
| 15 octobre  | Anatol Vieru                        | compositeur, théoricien de la musique et pédagogue roumain                                                             | 71  |        |
| 16 octobre  | Jon Postel                          | informaticien américain, un des principaux contributeurs à la création de l'Internet                                   | 55  |        |
| 17 octobre  | Brian Dickson                       | juge canadien | 82  |        |
| 17 octobre  | Joan Hickson                        | actrice anglaise | 92  |        |
| 17 octobre  | François Russo                      | historien des sciences et des techniques, épistémologue et théologien français                                         | 88  |        |
| 17 octobre  | Jürgen Spanuth                      | pasteur protestant allemand                                                                                            | 90  |        |
| 19 octobre  | Fritz Honka                         | tueur en série allemand                                                                                                | 63  |        |
| 19 octobre  | Anita de Caro                       | peintre et graveuse française d'origine américaine                                                                     | 88  |        |
| 20 octobre  | Gerhard Jahn                        | homme politique allemand                                                                                               | 71  |        |
| 20 octobre  | René Pleimelding                    | Footballeur international français devenu entraîneur.                                                                  | 72  |        |
| 20 octobre  | Alberto Soriano                     | botaniste argentin | 77  |        |
| 20 octobre  | Jean-René Suratteau                 | résistant et historien contemporain français                                                                           | 81  |        |
| 21 octobre  | Francis W. Sargent                  | homme politique américain                                                                                              | 82  |        |
| 21 octobre  | Walter Schmiele                     | écrivain, critique littéraire et traducteur allemand                                                                   | 88  |        |
| 22 octobre  | Eric Ambler                         | écrivain, scénariste et producteur britannique                                                                         | 89  |        |
| 22 octobre  | Molly O'Day                         | actrice américaine | 87  |        |
| 22 octobre  | Jean Rafa                           | chanteur, compositeur et fantaisiste né en France et mort au Canada                                                    | 87  |        |
| 22 octobre  | Auguste Vincent                     | avocat et homme politique fédéral du Québec.                                                                           | 82  |        |
| 23 octobre  | Christopher Gable                   | acteur et réalisateur britannique                                                                                      | 58  |        |
| 23 octobre  | Vilson Pedro Kleinübing             | homme politique brésilien                                                                                              | 53  |        |
| 23 octobre  | Margaret Marley Modlin              | peintre, sculptrice et photographe américaine                                                                          | 71  |        |
| 23 octobre  | Zangeres zonder Naam (Mary Servaes) | chanteuse néerlandaise                                                                                                 | 78  |        |
| 23 octobre  | Roger Ébrard                        | Footballeur français                                                                                                   | 101 |        |
| 24 octobre  | Giuseppe Dordoni                    | marcheur italien, champion olympique en 1952 à Helsinki sur le 50 km                                                   | 72  |        |
| 24 octobre  | Trinity Loren                       | actrice porno, modèle et stripteaseuse américaine                                                                      | 34  |        |
| 25 octobre  | Geoffrey Clough Ainsworth           | mycologue et historien des sciences britannique                                                                        | 93  |        |
| 25 octobre  | Dick Higgins                        | écrivain et artiste américain                                                                                          | 60  |        |
| 25 octobre  | Susan Strange                       | une des fondatrices de l'économie politique internationale                                                             | 74  |        |
| 26 octobre  | Kenkichi Iwasawa                    | mathématicien japonais                                                                                                 | 81  |        |
| 27 octobre  | Reidar Kvammen                      | footballeur et entraîneur norvégien                                                                                    | 84  |        |
| 27 octobre  | Winnie van Weerdenburg              | nageuse néerlandaise                                                                                                   | 51  |        |
| 28 octobre  | Cuthbert Alport                     | homme politique britannique                                                                                            | 86  |        |
| 28 octobre  | Mirko Beljanski                     | biologiste français d'origine serbe                                                                                    | 75  |        |
| 28 octobre  | Tommy Flowers                       | ingénieur anglais | 92  |        |
| 28 octobre  | Ted Hughes                          | poète et écrivain anglais                                                                                              | 68  |        |
| 29 octobre  | Reine Flachot                       | violoncelliste française                                                                                               | 76  |        |
| 29 octobre  | Paul Misraki                        | compositeur et auteur français                                                                                         | 90  |        |
| 29 octobre  | Zoël Saindon                        | médecin et homme politique québécois                                                                                   | 78  |        |
| 30 octobre  | Stéphane Dermaux                    | homme politique français                                                                                               | 69  |        |
| 30 octobre  | Guido De Santi                      | coureur cycliste italien                                                                                               | 74  |        |
| 30 octobre  | Serge Golovine                      | danseur et pédagogue français                                                                                          | 73  |        |
| 30 octobre  | Marian Konarski                     | peintre figuratif polonais                                                                                             | 88  | (pl)   |
| 30 octobre  | Apo Lazaridès                       | coureur cycliste français d'origine grecque                                                                            | 73  |        |
| 30 octobre  | Bulldog Turner                      | joueur et entraineur américain de football américain                                                                   | 78  |        |
| 30 octobre  | Elmer Vasko                         | joueur de hockey sur glace canadien                                                                                    | 62  |        |
| 30 octobre  | Heinz Westphal                      | homme politique allemand                                                                                               | 73  |        |
| 31 octobre  | Marie de l'Immaculée de la Croix    | religieuse catholique espagnole                                                                                        | 72  |        |